# Julius Voos

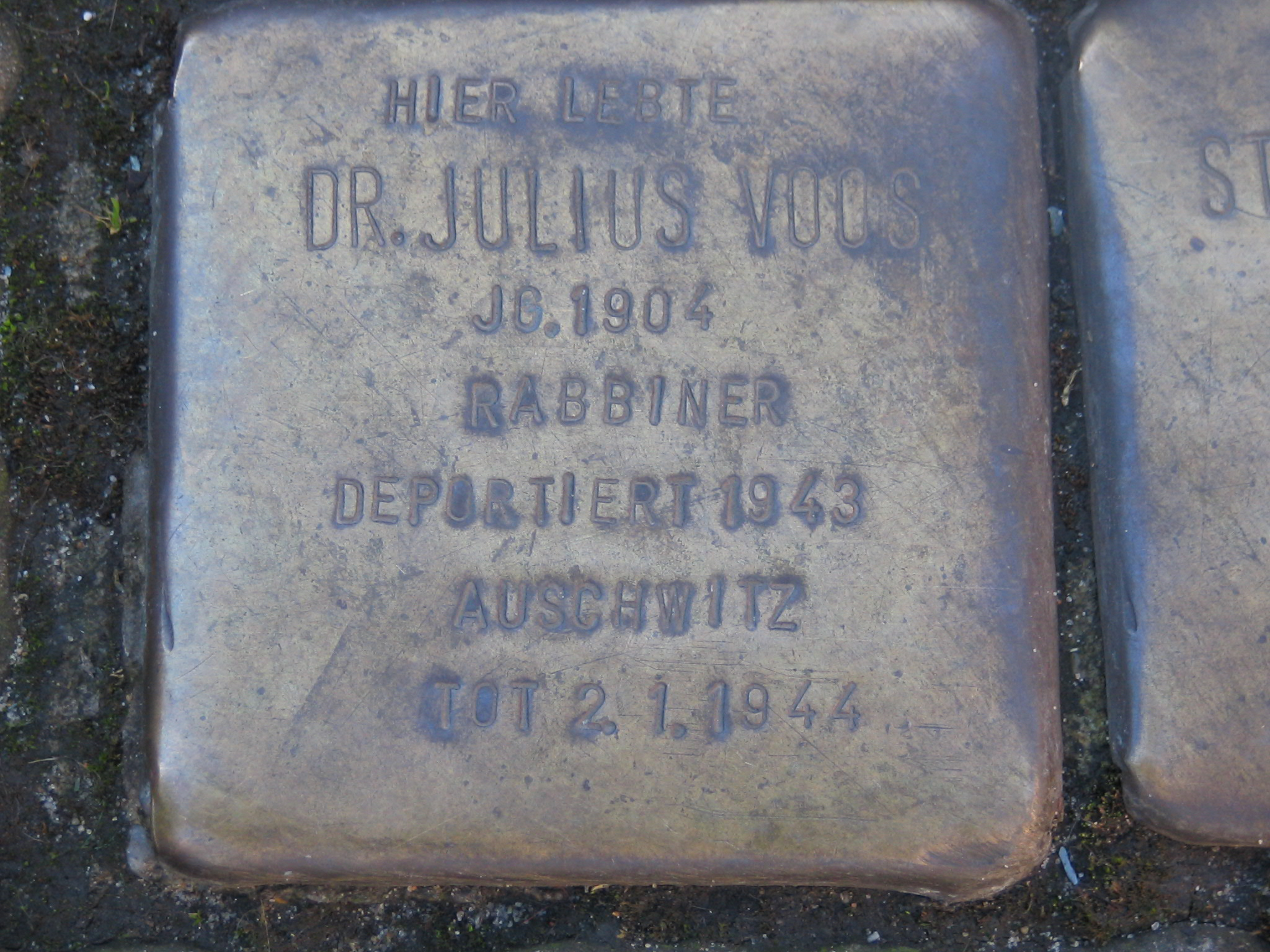
Stolperstein im Gedenken an Julius Voos im Rathausinnenhof Münsters

Julius Voos (* 3. April 1904 in Kamen, Provinz Westfalen; † 2. Januar 1944 im KZ Auschwitz III Monowitz)  war ein deutscher Kantor, Rabbiner und Pädagoge. Nach ihm wurde in Münster die Julius-Voos-Gasse benannt.

## Leben
Julius Voos wurde 1904 als ältester Sohn des Schochet Jakob Voos geboren. Ab 1910 besuchte er in Kamen die evangelische Diesterweg-Schule. Ostern 1918 trat er in die Präparandenanstalt der renommierten Marks-Haindorf-Stiftung in Münster ein. Von Ostern 1924 bis 1928 war er als Religionslehrer und Kantor in Meisenheim (Pfalz) tätig. Doch erst im Oktober 1928 legte er an der Oberrealschule in Idar-Oberstein die Reifeprüfung ab. Anschließend studierte er an der Hochschule für die Wissenschaft des Judentums und an der Friedrich-Wilhelms-Universität in Berlin. Gleichzeitig gab er im Auftrag der jüdischen Gemeinde bereits Religionsunterricht. Nach einem Universitätswechsel nach Bonn promovierte er dort über ein Thema aus der mittelalterlichen jüdischen Religionsgeschichte. Zurück in Berlin legte er dort das Rabbinerexamen ab. 1938 wirkte er in Guben (Brandenburg) als Kantor und musste dort die Novemberpogrome 1938 miterleben.
Am 13. Dezember 1938 wurde er im KZ Sachsenhausen inhaftiert.
Als Nachfolger Fritz Leopold Steinthals stieg Voos 1939 zum letzten Schulleiter der Marks-Haindorf-Stiftung auf. Bis zu seiner Übersiedlung nach Bielefeld am 30. März 1942 unterrichtete er die verbliebenen jüdischen Kinder. In Bielefeld lebte die Familie Voos im so genannten Judenhaus in der Detmolder Straße.
Obwohl er bis 1943 Rabbiner der Bielefelder Gemeinde war, wurde er zur Zwangsarbeit in einer Fahrzeugfabrik verpflichtet, bevor am 2. März 1943 die Deportation in das Konzentrationslager Auschwitz erfolgte. Dort starb Julius Voos an den Folgen der Zwangsarbeit. Seine Frau und sein Sohn wurden in den Gaskammern umgebracht.

## Dr.-Julius-Voos-Preis
Die nach Julius Voos benannte Auszeichnung wird seit 2014 von der Gesellschaft für Christlich-Jüdische Zusammenarbeit für besonderes Engagement für Demokratie, Toleranz und Menschenwürde vergeben. Traditionell findet die Verleihung im Festsaal des historischen Rathauses in Münster statt. Der Preis berechtigt zum Tragen des Dr.-Julius-Voos-Ansteckers und ist mit einem Preisgeld verbunden. Zuletzt wurden Moritz Kortüm, Jannis Völlering, Lukas Grave und Justus Roters mit dem Preis ausgezeichnet.

## Werke
- David Reubeni und Salomo Molcho: ein Beitrag zur Geschichte der messianischen bewegung im Judentum in der ersten Hälfte des 16. Jahrhunderts, Bonn 1933, OCLC 923839028 (Inaugural-Dissertation Rheinische Friedrich-Wilhelsuniversität 1933, 69 Seiten).